# Ethope noirei
Ethope noirei är en fjärilsart som beskrevs av Janet 1896. Ethope noirei ingår i släktet Ethope och familjen praktfjärilar. Inga underarter finns listade i Catalogue of Life.